# Helblinghaus (Innsbruck)

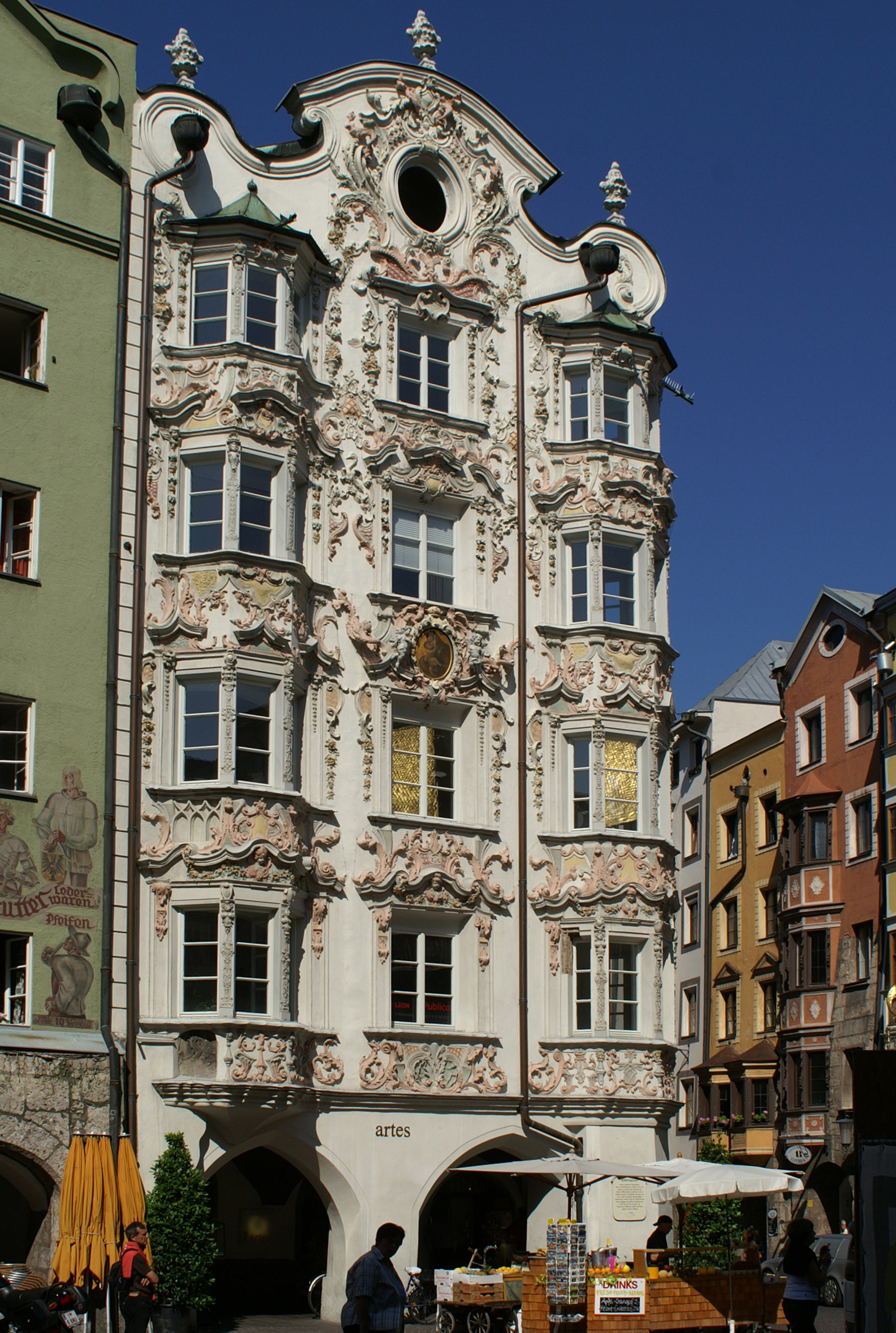
Helblinghaus azi

Helblinghaus este o clădire din cartierul Altstadt al orașului Innsbruck, cunoscută pentru stucatura în stil baroc de pe fațada sa.
Clădirea originală în stil gotic datează din secolul al XV-lea și a fost cumpărată în 1725 de Johan Fischer, casier la Monetăria de Stat din Hall in Tirol, și a fost ornamentată probabil în acel timp cu stucatură exuberantă în stil baroc, cu tulpini încolăcite de flori, ciorchini de fructe, scoici și putti. Autorul stucaturii a fost meșterul stucator Anton Gigl de la Wessobrunn care s-a mutat la Innsbruck prin 1723.
Foișorul a fost prevăzut inițial cu o ornamentație în stil gotic târziu. Restul provine de la o restaurare din 1932 a foișorului sudic.
Casa este numită după Sebastian Hölbling (Helbling), care a fost proprietarul ei în perioada 1800-1827.

## Imagini

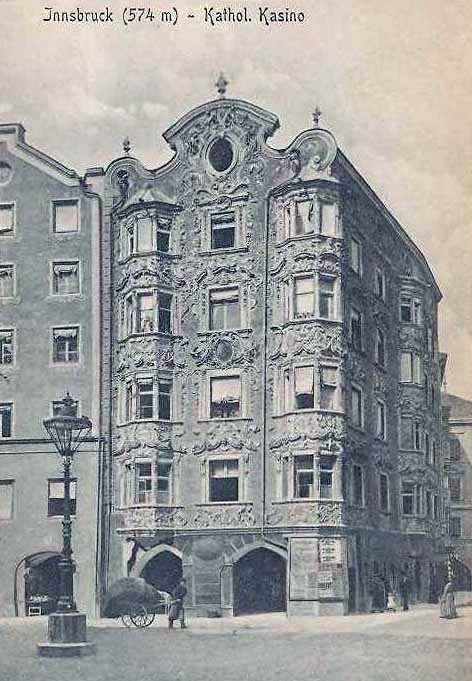
Helblinghaus pe la 1905
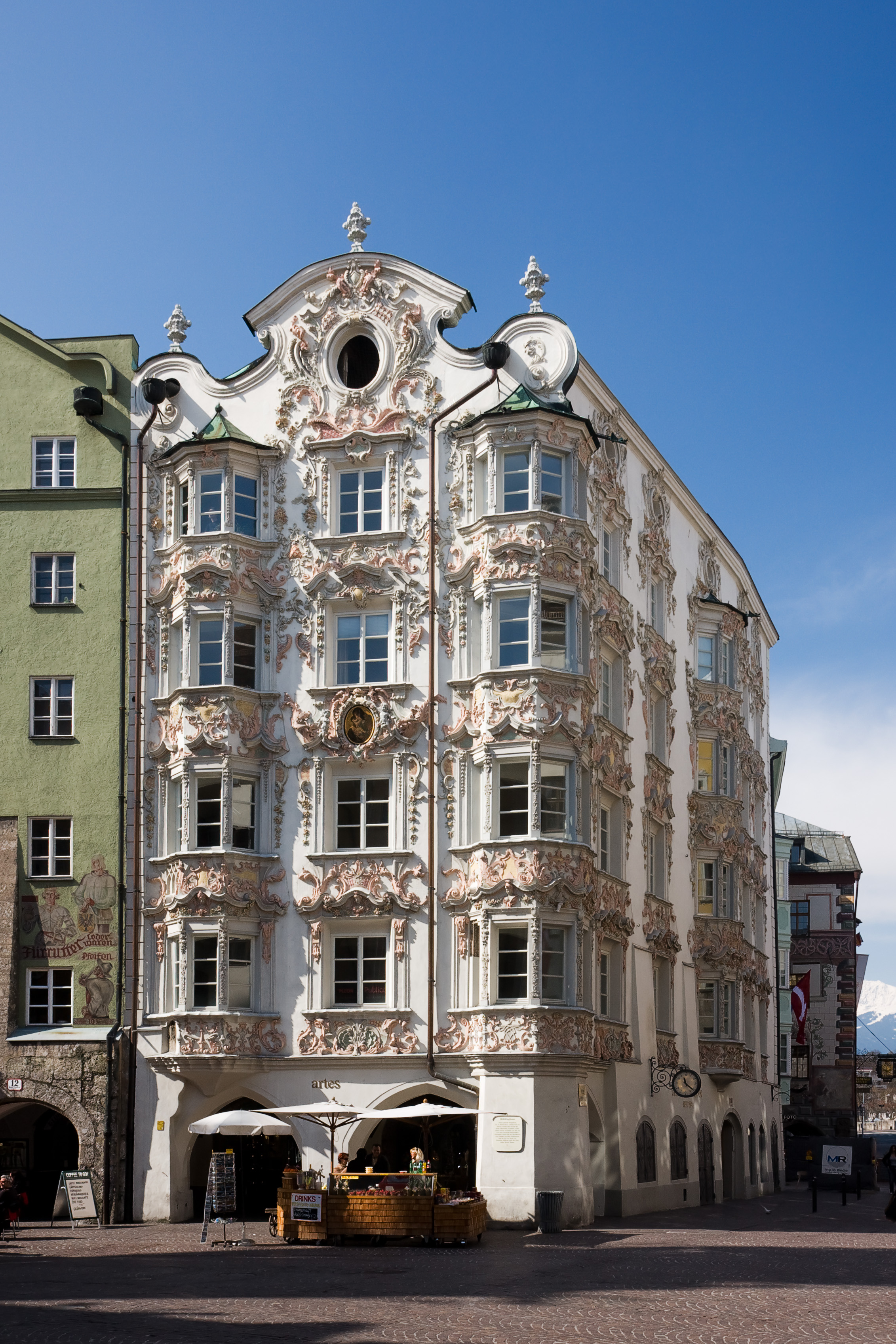
Helblinghaus azi
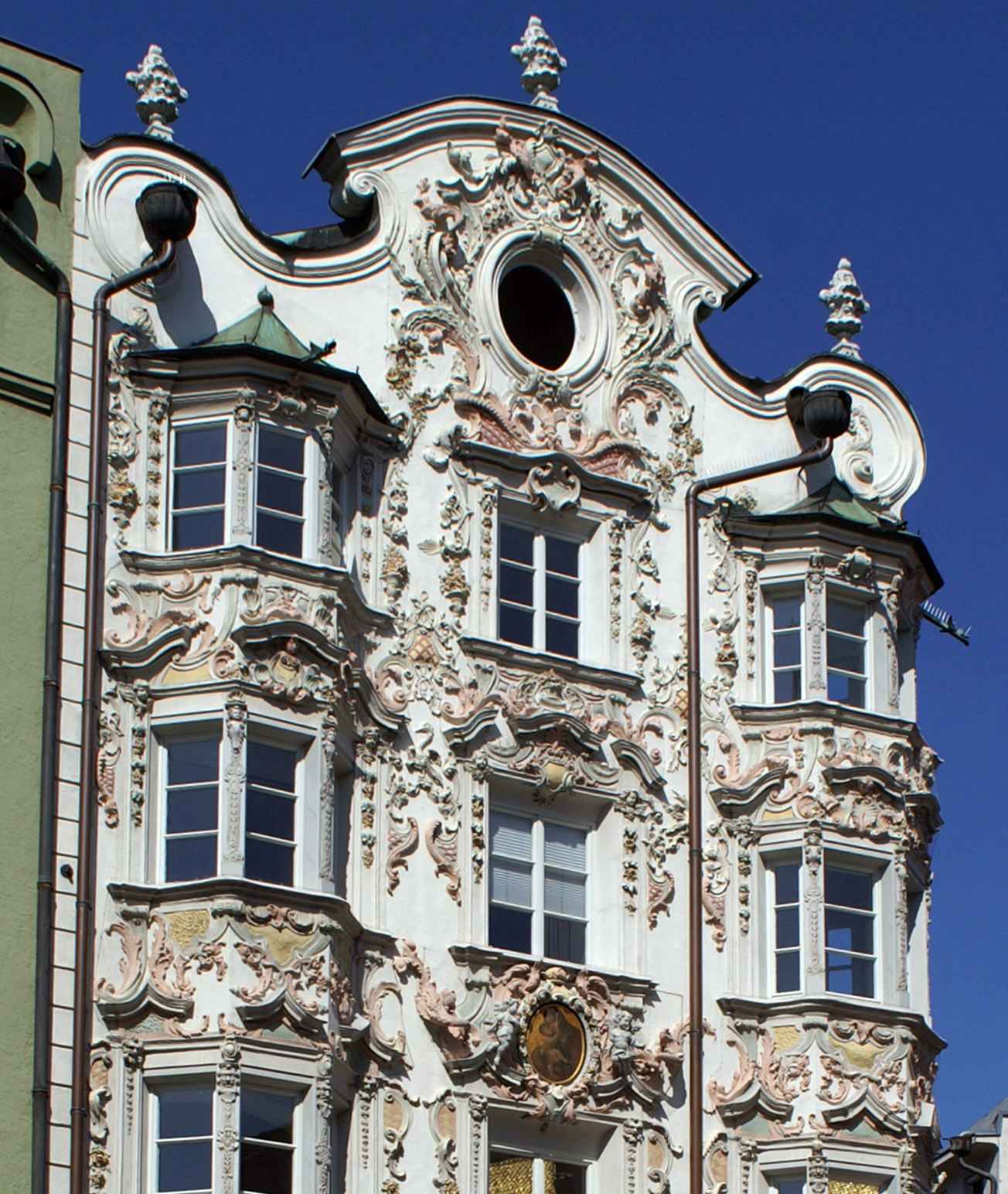
Detaliu al stucaturii de pe faţadă
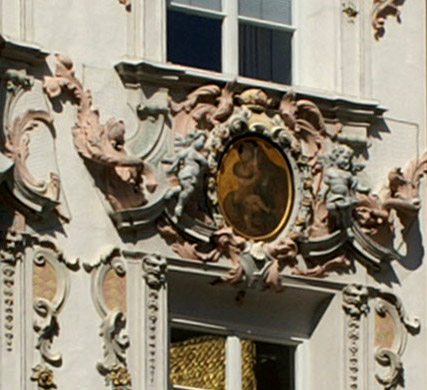
Detaliu al stucaturii de pe faţadă